# Stopa Růžového pantera
Stopa Růžového pantera je komediální film režiséra Blakea Edwardse z roku 1982 s Peterem Sellersem v hlavní roli. Jedná se o sedmý film ze série Růžový panter, první film série po Sellersově smrti a zároveň poslední, ve kterém se objevil jako inspektor Clouseau. Sellers zemřel před začátkem natáčení; jeho výkon se skládá výhradně z nepoužitých scén z předchozích filmů. Ve filmu se objevuje Joanna Lumleyová jako novinářka Marie Jouveatová, která pátrá po zmizelém Clouseauovi a naráží na inspektorovy nepřátele, kteří si nepřejí jeho návrat.

## Obsah filmu
Když je v Lugaši opět ukraden slavný diamant Růžový panter, je k případu i přes protesty vrchního inspektora Dreyfuse (Herbert Lom) povolán vrchní inspektor Clouseau (Peter Sellers). Během práce na případu je Clouseau pronásledován mafií. Clouseau se nejprve vydává do Londýna, aby vyslechl sira Charlese Littona (zapomněl totiž, že žije na jihu Francie). Při cestě na letiště nešťastnou náhodou vyhodí do povětří auto, když se snaží opravit vyskočivší zapalovač, ale mylně se domnívá, že jde o pokus o atentát, a během letu se převlékne do těžké sádry, což způsobí komplikace ve vzduchu i na zemi. Na letišti Heathrow ho pak čeká nepříjemné seznámení s detektivy Scotland Yardu. Mezitím se Dreyfus od Scotland Yardu dozví, že libyjští teroristé označili Clouseaua za obětního beránka, ale dovolí mu pokračovat v cestě. V hotelu se Clouseau nepohodne s hotelovým recepčním (Harold Berens) a několikrát se nechá vyhodit oknem, když se snaží vyřídit svůj vzkaz od Dreyfuse.
Clouseauův let zmizí nad oceánem cestou do Lugaše a Marie Jouvetová (Joanna Lumleyová), televizní reportérka, která o tom píše, se vydává vyzpovídat ty, kteří Clouseaua znali nejlépe. Mezi lidmi, které zpovídá, jsou Dreyfus, Hercule Lajoy (Graham Stark), Cato Fong (Burt Kwouk) a bývalý zloděj šperků sir Charles Litton (David Niven), který je ženatý s Clouseauovou bývalou ženou lady Simone (Capucine).
Všechny tyto scény rozhovorů poskytují flashbacky na scény z předchozích filmů o Růžovém panterovi (Růžový panter, Clouseau na stopě, Návrat Růžového pantera, Růžový panter znovu zasahuje a Pomsta Růžového pantera); ale Jouvet také vede rozhovory s Clouseauovým otcem (Richard Mulligan) v jeho vinařství na jihu Francie, a poskytuje tak pohledy do Clouseauova dětství (v němž ho hraje Lucca Mezzofanti) a na jeho začátky kariéry během studia, které ho málem přivedou k sebevraždě poté, co si dívka jeho snů vezme jiného člověka, a zejména do francouzského odboje (v němž ho hraje Daniel Peacock), v němž se mu nepodaří odpálit most plný přecházejících nacistů. Jouvet také zpochybňuje mafiánského dona Bruna Langloise (Robert Loggia), antagonistu mafiánského bosse, který se objeví v dalším filmu, a snaží se podat na Langloise stížnost u vrchního inspektora Dreyfuse; Dreyfus však odmítá vznést obvinění.
Film končí tím, že Marie doufá, že Clouseau je možná někde naživu, jak prohlašuje: "Opravdu inspektor Clouseau zahynul v moři, jak se uvádí? Nebo je z dosud neznámých důvodů někde venku, plánuje svůj další krok a čeká, až přijde ten správný čas, aby se mohl odhalit? Zdráhám se uvěřit, že neštěstí skutečně postihlo tak skvělého muže." Clouseau (hraje ho John Taylor, natáčen pouze zezadu) je viděn, jak se dívá na přímořský útes, když vtom přilétne racek a vykálí se mu na rukáv kabátu. Slova "Svině racek!" jsou slyšet s charakteristickým přehnaným francouzským přízvukem Clouseaua.
V dalším záběru se objeví animovaný Růžový panter v trenčkotu a klobouku trilby, který se odhalí na místě Clouseaua pozorujícího západ slunce; otočí se čelem ke kameře a mihne se v rozepnutém kabátě, ale jeho trenčkot odhalí montáž vtipných klipů Petera Sellerse z jeho pěti filmů o Růžovém panterovi jako poctu jemu, zatímco běží závěrečné titulky.

## Produkce
Sellers zemřel více než 18 měsíců před začátkem natáčení a jeho výkon byl sestaven z vymazaných scén z filmu Růžový panter znovu zasahuje. Ve filmu se objevuje David Niven, který si zopakoval roli, kterou poprvé ztvárnil v původním Růžovém panterovi z roku 1963. Niven byl v raném stádiu ALS a jeho hlas se následně ukázal jako příliš slabý na to, aby mohl během postprodukce smyčkovat své vlastní dialogy; v důsledku toho jeho repliky daboval Rich Little.
Do seriálu se vracejí stálí herci Herbert Lom jako vrchní inspektor Dreyfus, Graham Stark jako Hercule LaJoy (předtím hrál naposledy ve filmu z roku 1964 Clouseau na stopě), Burt Kwouk jako Clouseauův věrný sluha Cato a André Maranne jako seržant François Chevalier. Ve filmu se objevily animované úvodní a závěrečné titulky, které animovala společnost Marvel Productions a jejichž autorem a režisérem je Art Leonardi. Režisér Blake Edwards věnoval film Sellersovi, "jedinému a jedinečnému inspektorovi Clouseauovi".
Navzdory tomuto věnování podala vdova po Sellersovi Lynne Fredericková na producenty filmu a společnost MGM/UA žalobu o náhradu ve výši 3 milionů dolarů s tvrzením, že film znehodnotil Sellersovu pověst, a získala odškodné přes 1 milion dolarů. Fredericková měla k zažalování Edwardse praktický důvod. Její hlavní námitka spočívala v tom, že Sellers za svého života skutečně vetoval použití výstupů z dřívějších Panterů a že jeho pozůstalost měla mít právo kontrolovat použití výstupů po jeho smrti.
Po Sellersově smrti se United Artists snažila získat Dudleyho Moora, aby si zahrál Clouseaua ve filmu Romance o Růžovém panterovi, který napsal Sellers. Moore to odmítl bez Edwardsovy režie a byl ochoten hrát Clouseaua pouze jednou jako poctu Sellersovi (s vědomím, že Romance měla sérii ukončit, jak vyplývá z rozhovoru s Moorem v Los Angeles Times z roku 1980). UA chtěla, aby série pokračovala, ale Edwards odmítl obsadit do role Clouseaua jiného herce, možná si vzpomněl na negativní přijetí, které po uvedení do kin utrpěl film Inspektor Clouseau (1968). V hlavní roli se objevil Alan Arkin a produkce se obešla bez účasti Edwardse a Sellerse.
Poté, co Arthur udělal z Moora velkou hvězdu, nebyl ochoten mluvit o angažmá ve filmové sérii. MGM/UA chtělo přechodový film, pokud měl Edwards představit novou postavu jako hvězdu série. Využití outtakes byl podle Edwardse geniální nápad (po natáčení filmů Návrat Růžového pantera, Růžový panter znovu zasahuje a Pomsta Růžového pantera zůstalo na podlaze střižny velké množství komediálního materiálu). Edwards původně doufal, že se mu podaří vystavět vyprávění ve stylu Občana Kanea, kdy Clouseau zmizí na samém začátku příběhu, zatímco vzpomínky vedlejších postav budou prezentovat vyškrtnutý nebo nepoužitý obsah. Bohužel MGM/UA odmítla zaplatit ITC honorář, který požadovala za použití výstupů z Návratu Růžového pantera, a Edwards se dostal do časového skluzu s natáčením Stopy/Kletby (MGM/UA také nakonec výrazně snížila rozpočet obou filmů), takže Stopa nevyužila svůj potenciál.
Edwardsova manželka Julie Andrewsová má neúčtované cameo v roli uklízečky, převlečené za postavu uklízečky své kamarádky Carol Burnettové.